# HD 12135
HD 12135，又名CD-33 682，SAO 193422、HR 576，是一颗恒星，视星等为6.35，位于銀經239.29，銀緯-74.36，其B1900.0坐标为赤經1h 54m 1.9s，赤緯-33° -74.36′ 11″。